# Homalium cochinchinensis
Homalium cochinchinensis là một loài thực vật có hoa trong họ Liễu. Loài này được (Lour.) Druce mô tả khoa học đầu tiên năm 1917.